# Роджерс (тауншип, Миннесота)
Роджерс (англ. Rogers) — тауншип в округе Касс, Миннесота, США. На 2000 год его население составило 43 человека.

## География
По данным Бюро переписи населения США площадь тауншипа составляет 94,0 км², из которых 79,9 км² занимает суша, а 14,1 км² — вода (15,01 %).

## Демография
По данным переписи населения 2000 года здесь находились 43 человека, 25 домохозяйств и 16 семей. Плотность населения —  0,5 чел./км². На территории тауншипа расположено 210 построек со средней плотностью 2,6 построек на один квадратный километр. Расовый состав населения: 95,35 % белых и 4,65 % коренных американцев.
Из 25 домохозяйств в 8,0 % воспитывались дети до 18 лет, в 60,0 % проживали супружеские пары и в 36,0 % домохозяйств проживали несемейные люди. 36,0 % домохозяйств состояли из одного человека, при том 8,0 % из — одиноких пожилых людей старше 65 лет. Средний размер домохозяйства — 1,72, а семьи — 2,13 человека.
4,7 % населения — младше 18 лет, 55,8 % — от 25 до 44, 25,6 % — от 45 до 64, и _ — старше 65 лет. Средний возраст — 60 лет. На каждые 100 женщин приходилось 126,3 мужчин. На каждые 100 женщин старше 18 приходилось 127,8 мужчин.
Средний годовой доход домохозяйства составлял 36 667 долларов, а средний годовой доход семьи —  36 250 долларов. Средний доход мужчин —  41 250  долларов, в то время как у женщин — 14 583. Доход на душу населения составил 28 367 долларов. За чертой бедности находились 11,8 % семей и 11,1 % всего населения тауншипа, из которых 21,7 % старше 65 лет.